# Trichophthalma orientalis
Trichophthalma orientalis är en tvåvingeart som beskrevs av M. Josephine Mackerras 1925. Trichophthalma orientalis ingår i släktet Trichophthalma och familjen Nemestrinidae. Inga underarter finns listade i Catalogue of Life.